# Sybra negrosensis
Sybra negrosensis är en skalbaggsart som beskrevs av Stefan von Breuning 1947. Sybra negrosensis ingår i släktet Sybra och familjen långhorningar.
Artens utbredningsområde är Filippinerna. Inga underarter finns listade i Catalogue of Life.